# Рис Виндод ап Рис Вихан
Рис Виндод (валл. Rhys Wyndod; ум. 1284) — сын Риса Мечилла и его жены Гуладис верх Грифид.

## Биография
Рис женился на Гверфул верх Майлгун, которая была правнучкой Кадваллона Майлиэниддского.
Рис Виндод стал лордом Диневура в 1271 году после смерти своего отца. В 1277 году Рис Виндод и его родственник Рис ап Маредид стали вассалами короля Англии Эдуарда I. В 1282 году Лливелин был предательски убит. После этого принцем Гвинеда стал его брат Давид, но Эдуард, чтобы не допустить присоединение Риса Диневурского и Риса Дрислуинского к восстанию на стороне Давида, дал им новые земли, но после того как Давид был пойман и казнен, оба Риса потеряли все свои владения. Рис разочаровался в Эдуарде и в союзе с другим Рисом они начали новое восстание против Эдуарда, но в первой же битве в 1284 году, Рис Виндод погиб. Ему наследовал его сын Мадог.